# Galena (Kansas)
Pour les articles homonymes, voir Galena.
Galena est une ville du comté de Cherokee au Kansas.
Elle a été fondée en 1877. En 2010, la population était de 3 085 habitants. La ville est traversée par la Route 66.

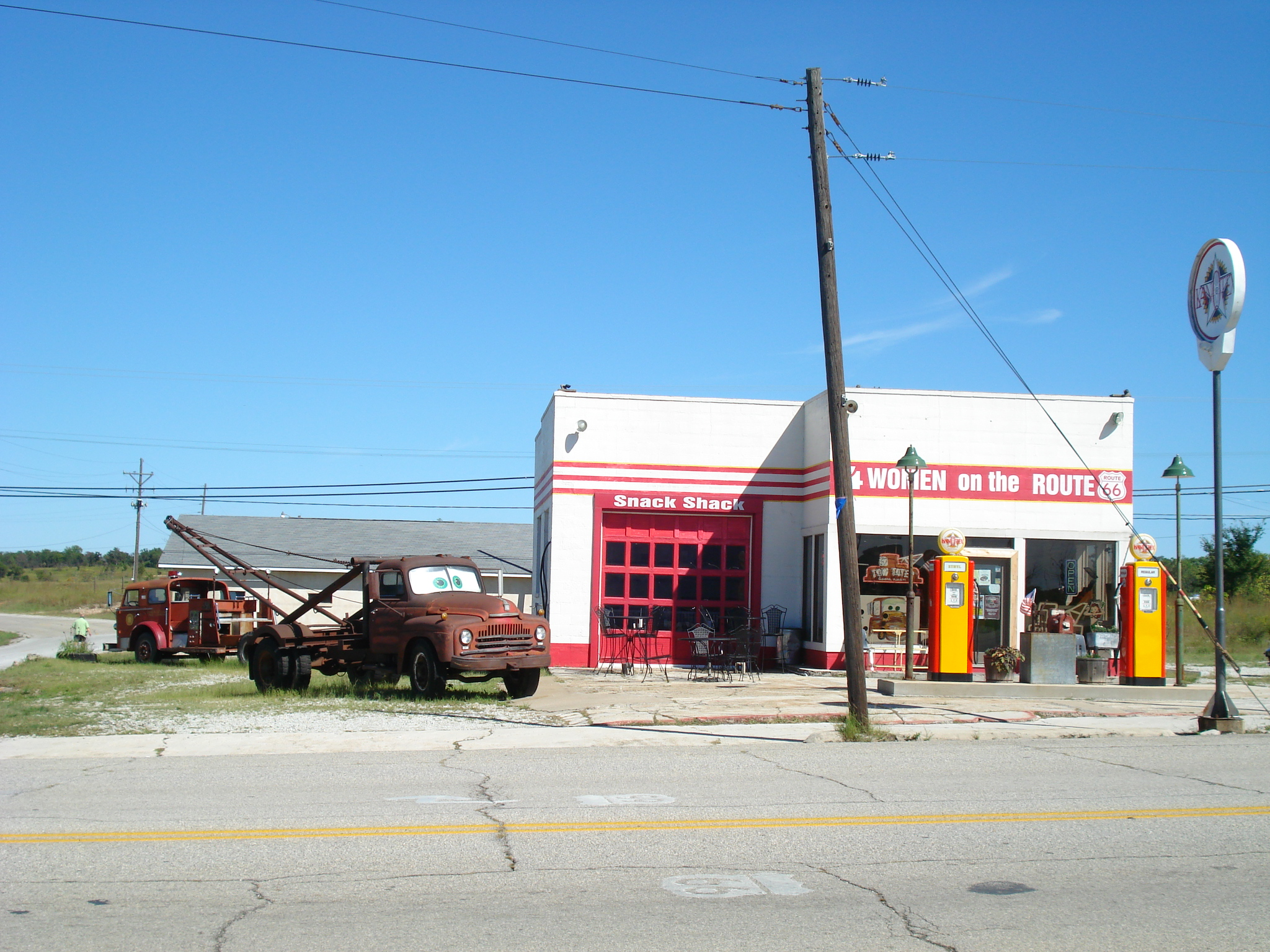
Le snack et magasin de souvenirs 4 Women on the Route.
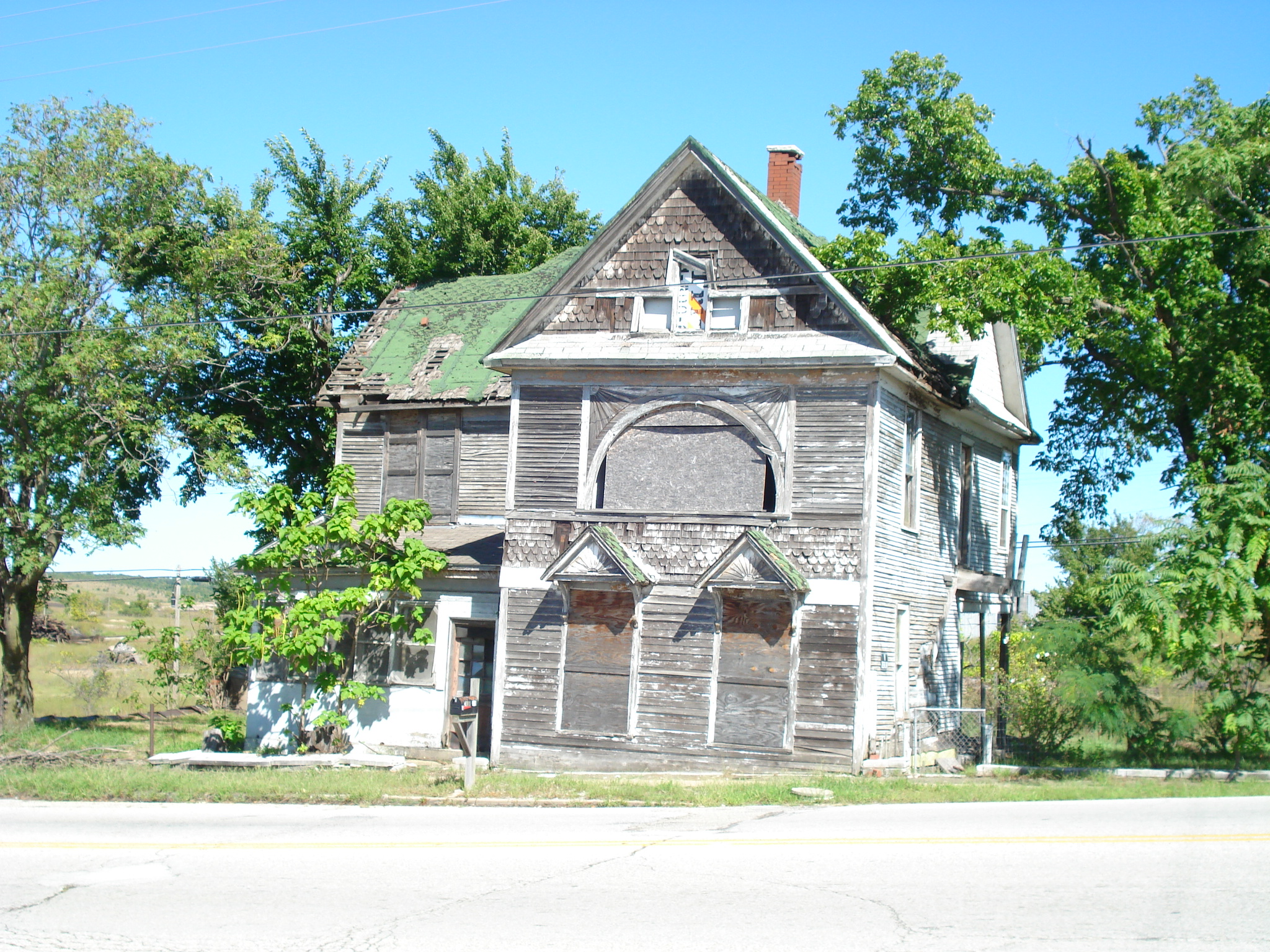
Maison abandonnée.